# Степанов, Геннадий Антонович
Генна́дий Анто́нович Степа́нов (4 сентября 1930, Куркуль, Алексеевский район, Татарская АССР ― ?, Канада) — советский деятель промышленности. Директор Красногорского комбината автофургонов Марийской АССР / Марийской ССР / Республики Марий Эл (1966―1993). Почётный гражданин п. Красногорский Звениговского района Марий Эл (1998). Кавалер 5 орденов, в том числе ордена Ленина (1986).

## Биография
Родился 4 сентября 1930 года в с. Куркуль ныне Алексеевского района Республики Татарстан. В 1947 году окончил среднюю школу, работал учеником слесаря на лесозаводе.
В 1956 году заочно окончил Васильевский лесной техникум Татарской АССР, затем ― Поволжский лесотехнический институт им. М. Горького (заочно).
Трудовую деятельность начал и на протяжении всей жизни вёл на Красногорском комбинате автофургонов: сменный мастер, инженер по охране труда, председатель завкома, начальник производственно-технического отдела, секретарь парткома, в 1966―1993 годах ― директор.
За вклад в развитие промышленности награждён  орденами «Знак Почёта» (1966), Трудового Красного Знамени (1971),  Октябрьской Революции (1976), Дружбы народов (1981), Ленина (1986) и почётными грамотами Президиума Верховного Совета Марийской АССР (1978, 1980). В 1998 году ему присвоено почётное звание «Почётный гражданин п. Красногорский» (Звениговский район Марий Эл).
В 1990-е годы эмигрировал в Канаду, где прожил до последних дней своей жизни и был похоронен. Перезахоронен в п. Красногорский Марий Эл.

## Трудовые достижения
Под его руководством Красногорский комбинат автофургонов стал одним из лучших предприятий Марийской АССР и Министерства лесной, деревообрабатывающей и целлюлозно-бумажной промышленности СССР. Комбинат выполнял и перевыполнял производственные задания, неоднократно выходил победителем в социалистическом соревновании среди предприятий Марийской республики, награждался грамотами и переходящими Красными знамёнами, заносился в Книгу трудовой доблести. В 1974 году присвоено звание: «Предприятие высокой культуры производства и организации труда». Министерство лесной, целлюлозно-бумажной и деревообрабатывающей промышленности СССР и ЦК профсоюза награждали коллектив почётными дипломами и премиями. 70 человек награждены орденами и медалями страны. Указом Президиума Верховного Совета РСФСР 14 декабря 1982 года комбинату присвоено высокое звание: «Красногорский комбинат автомобильных фургонов имени 60-летия Союза ССР».

## Награды и звания
- Орден Ленина (1986)[1][2]
- Орден Октябрьской Революции (1976)[1][2]
- Орден Трудового Красного Знамени (1971)[1][2]
- Орден Дружбы народов (1981)[1][2]
- Орден «Знак Почёта» (1966)[1][2]
- Юбилейная медаль «За доблестный труд. В ознаменование 100-летия со дня рождения Владимира Ильича Ленина»
- Почётная грамота Президиума Верховного Совета Марийской АССР (1978, 1980)[1][2]
- Почётный гражданин п. Красногорский Звениговского района Республики Марий Эл (1998)[1][2]